# 춘천지방검찰청

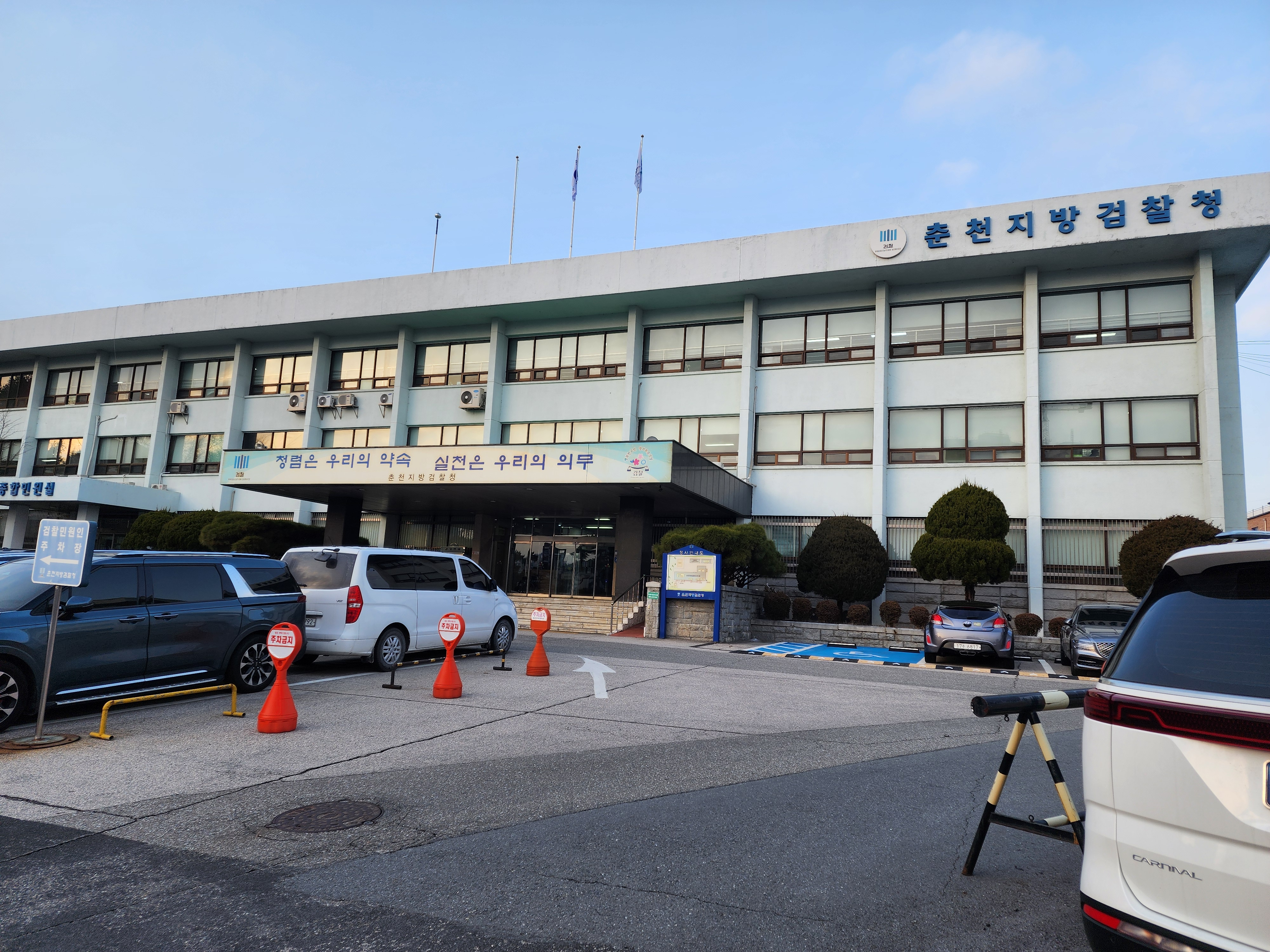
검찰청 청사.

춘천지방검찰청(春川地方檢察廳)은 춘천지방법원에 대응하여 항소사건에 대한 소송 유지 및 항고사건 처리와 행정소송을 비롯해 국가를 당사자로 하는 소송사건을 수행하고 진행을 돕기 위하여 설립된 대한민국 검찰청 서울고등검찰청 소속기관으로 춘천지방검찰청 검사장은 차관급 예우를 받는다. 강원특별자치도 춘천시 공지로 288번지에 위치하고 있다.

## 연혁
- 1948년 8월 20일 군정법령 제213호 검찰청법 제정 공포, 법원으로부터 분리 독립
- 1948년 11월 6일 춘천지방검찰청 검사장 임명
- 1948년 11월 9일 춘천시 죽림동 춘천지방검찰청 개청
- 1973년 10월 20일 춘천시 효자동 지상3층 지하1층으로 이전
- 1989년 9월 20일 지상2층 별관 신축

## 조직

### 지방검찰청장

#### 제1부장검사
- 검사실

#### 제2부장검사
- 검사실

#### 사무국
- 총무과
- 사건과
- 집행과
- 수사과

## 역대 검사장
- 제1대 최세황 1948년 11월 6일 ~ 1949년 12월 2일
- 제2대 김두일 1949년 12월 3일 ~ 1950년 3월 27일
- 제3대 정순석 1950년 9월 30일 ~ 1951년 8월 28일
- 제4대 오성덕 1951년 8월 29일 ~ 1954년 4월 2일
- 제5대 강용권 1954년 4월 3일 ~ 1954년 9월 10일
- 제6대 김사용 1954년 9월 11일 ~ 1955년 10월 25일
- 제7대 주운화 1955년 10월 26일 ~ 1957년 10월 4일
- 제8대 김윤수 1957년 10월 5일 ~ 1958년 9월 9일
- 제9대 허만호 1958년 9월 10일 ~ 1960년 6월 26일
- 제10대 윤준영 1960년 6월 27일 ~ 1960년 9월 23일
- 제11대 이봉성 1960년 9월 24일 ~ 1961년 7월 7일
- 제12대 김덕문 1961년 7월 8일 ~ 1962년 4월 10일
- 제13대 윤운영 1962년 4월 11일 ~ 1963년 5월 30일
- 제14대 홍순일 1963년 5월 31일 ~ 1965년 9월 30일
- 제15대 최찬식 1965년 10월 1일 ~ 1968년 11월 30일
- 제16대 민흥식 1968년 12월 1일 ~ 1969년 1월 19일
- 제17대 강의석 1969년 1월 20일 ~ 1971년 8월 25일
- 제18대 이근수 1971년 8월 26일 ~ 1973년 4월 5일
- 제19대 김윤근 1973년 4월 6일 ~ 1975년 9월 30일
- 제20대 정태균 1975년 10월 1일 ~ 1976년 2월 29일
- 제21대 심성택 1976년 3월 1일 ~ 1977년 2월 16일
- 제22대 안경열 1977년 2월 17일 ~ 1978년 2월 10일
- 제23대 김용인 1978년 2월 11일 ~ 1979년 2월 18일
- 제24대 정치근 1979년 2월 19일 ~ 1980년 6월 8일
- 제25대 이명희 1980년 6월 9일 ~ 1981년 4월 26일
- 제26대 강용구 1981년 4월 27일 ~ 1981년 12월 16일
- 제27대 강달수 1981년 12월 17일 ~ 1983년 7월 25일
- 제28대 박희태 1983년 7월 26일 ~ 1985년 3월 4일
- 제29대 이우각 1985년 3월 5일 ~ 1986년 5월 1일
- 제30대 강원일 1986년 5월 2일 ~ 1987년 6월 7일
- 제31대 유길선 1987년 6월 8일 ~ 1988년 8월 24일
- 제32대 김현철 1988년 8월 25일 ~ 1991년 4월 17일
- 제33대 김기수 1991년 4월 18일 ~ 1992년 7월 28일
- 제34대 김규한 1992년 7월 29일 ~ 1993년 3월 16일
- 제35대 신상두 1993년 3월 17일 ~ 1993년 4월 2일
- 제36대 주광일 1993년 4월 3일 ~ 1993년 9월 20일
- 제37대 김진세 1993년 9월 21일 ~ 1994년 9월 15일
- 제38대 박순용 1994년 9월 16일 ~ 1995년 9월 19일
- 제39대 전용태 1995년 9월 20일 ~ 1997년 1월 22일
- 제40대 이태창 1997년 1월 23일 ~ 1997년 8월 13일
- 제41대 김경한 1997년 8월 14일 ~ 1998년 3월 22일
- 제42대 제갈융우 1998년 3월 23일 ~ 1999년 2월 21일
- 제43대 조준웅 1999년 2월 22일 ~ 1999년 6월 8일
- 제44대 장윤석 1999년 6월 9일 ~ 2000년 7월 14일
- 제45대 채수철 2000년 7월 15일 ~ 2001년 5월 30일
- 제46대 김재기 2001년 5월 31일 ~ 2002년 2월 7일
- 제47대 김성호 2002년 2월 8일 ~ 2003년 3월 12일
- 제48대 임채진 2003년 3월 13일 ~ 2004년 5월 31일
- 제49대 김용진 2004년 6월 1일 ~ 2004년 10월 31일
- 제50대 권태호 2004년 11월 1일 ~ 2005년 4월 21일
- 제51대 안종택 2005년 4월 22일 ~ 2006년 2월 5일
- 제52대 이상도 2006년 2월 6일 ~ 2007년 3월 4일
- 제53대 박태규 2007년 3월 5일 ~ 2008년 3월 10일
- 제54대 김학의 2008년 3월 11일 ~ 2009년 1월 18일
- 제55대 신종대 2009년 1월 19일 ~ 2009년 8월 11일
- 제56대 정병두 2009년 8월 12일 ~ 2010년 7월 14일
- 제57대 김현웅 2010년 7월 15일 ~ 2011년 8월 19일
- 제58대 황윤성 2011년 8월 22일 ~ 2012년 7월 17일
- 제59대 한무근 2012년 7월 18일 ~ 2013년 4월 9일
- 제60대 정인창 2013년 4월 10일 ~ 2013년 12월 24일
- 제61대 공상훈 2013년 12월 25일 ~ 2015년 2월 10일
- 제62대 김호철 2015년 2월 11일 ~ 2015년 12월 23일
- 제63대 최종원 2015년 12월 24일 ~ 2017년 7월 31일
- 제64대 이영주 2017년 8월 1일 ~ 2018년 6월 21일
- 제65대 고기영 2018년 6월 22일 ~ 2019년 7월 30일
- 제66대 박성진 2019년 7월 31일 ~ 2020년 1월 12일
- 제67대 조종태 2020년 1월 13일 ~ 2021년 2월 8일
- 제68대 김지용 2021년 2월 9일 ~ 2021년 6월 10일
- 제69대 고경순 2021년 6월 11일 ~ 2022년 6월 26일
- 제70대 예세민 2022년 6월 27일 ~ 2023년 9월 1일
- 제71대 정진우 2023년 9월 7일 ~ 2024년 5월 13일
- 제72대 이영림 2024년 5월 13일 ~ 2025년 7월 29일
- 제73대 이응철 2025년 7월 29일 ~

## 관할구역

### 행정구역
- 1개 시: 춘천시
- 4개 군: 홍천군, 화천군, 양구군, 인제군

### 관할 검찰청
- 강릉지청 (강릉시 동해시 삼척시 /춘천지방법원 항소 합의 재판부 관할 형사 사건 중 강릉지청 속초지청 관내 사건)
- 원주지청 (원주시 횡성군)
- 속초지청 (속초시 고성군 양양군)
- 영월지청 (태백시 영월군 정선군 평창군)

## 소속기관

### 강릉지청
- 주소: 강원특별자치도 강릉시 동해대로 3288-17 (난곡동)
- 우편번호: 25463

### 원주지청
- 주소: 강원특별자치도 원주시 시청로 139 (무실동 1798)
- 우편번호: 26478

### 속초지청
- 주소: 강원특별자치도 속초시 법대로 17(동명동 306-2)
- 우편번호: 24822

### 영월지청
- 주소: 강원특별자치도 영월군 영월읍 영월향교1길 53
- 우편번호: 26228